# 전주화정초등학교
전주화정초등학교는 대한민국 전북특별자치도 전주시 덕진구 송천동2가에 있는 공립 초등학교이다.

## 연혁
- 2018년 3월 1일 전주화정초등학교 개교
- 2018년 3월 1일 전주화정초등학교 병설유치원 개원
- 2018년 3월 1일 제1대 장미옥 교장 부임
- 2018년 3월 2일 초등 39학급, 병설유치원 4학급 편성
- 2019년 2월 1일 제1회 졸업식 109명 졸업(남 53명, 여 56명)
- 2019년 3월 4일 초등 61학급, 특수 1학급, 병설유치원 4학급 편성
- 2020년 2월 7일 제2회 졸업식 218명(남 105명, 여 113명) 졸업, 누계: 327명
- 2020년 3월 2일 초등 56학급, 특수 1학급, 병설유치원 4학급 편성

## 상징
- 교화 - 영산홍 : 사랑과 열정이 가득한 꽃을 키우는 화정어린이를 뜻함
- 교목 - 느티나무 : 씩씩하고 굳센 기상과 진취적인 정신을 본받아 꼭 필요한 사람으로 성장하기를 희망함

## 참고 자료
- 전주화정초등학교 - 한국교육학술정보원 학교알리미